# Grotta di San Michele (Minervino Murge)
La grotta di San Michele è una cavità carsica la cui formazione risale a circa 2 milioni di anni fa, che si trova nei pressi di Minervino Murge.

## Localizzazione
La grotta si trova ai piedi di Minervino Murge al termine di una vallata dove anticamente scorreva il torrente Matitani, affluente del fiume Ofanto. Attualmente la grotta è un sito religioso ed è un luogo sacro dedicato al culto di San Michele Arcangelo. Le più antiche testimonianze della grotta si hanno al 12 febbraio dell'anno 1000 in una pergamena conservata nell'abbazia di Montecassino.
La grotta ha un grande valore artistico e speleologico e secondo alcuni studiosi doveva essere già frequentata in epoca paleocristana.
La festa religiosa viene celebrata in grotta l'8 maggio, data in cui ricorre l'apparizione di San Michele Arcangelo su Monte Sant'Angelo.